# كلوي سيفاني
كلوي ستيفينس سيفاني (بالإنجليزية: Chloë Stevens Sevigny)‏ ولدت في 18 أكتوبر 1974 في سبرنغفيلد ماساتشوستس وهي ممثلة أفلام ومخرجة ومصممة أزياء و عارضة أزياء أمريكية ومثلت في عدة أفلام منها المجنون الأمريكي.

## روابط خارجية
- كلوي سيفاني على موقع IMDb (الإنجليزية)
- كلوي سيفاني على موقع ميتاكريتيك (الإنجليزية)
- كلوي سيفاني على موقع روتن توميتوز (الإنجليزية)
- كلوي سيفاني على موقع مونزينجر (الألمانية)
- كلوي سيفاني على موقع قاعدة بيانات الأفلام العربية
- كلوي سيفاني على موقع قاعدة بيانات الأفلام العربية
- كلوي سيفاني على موقع ألو سيني (الفرنسية)
- كلوي سيفاني على موقع ميوزك برينز (الإنجليزية)
- كلوي سيفاني على موقع تيرنر كلاسيك موفيز (الإنجليزية)
- كلوي سيفاني على موقع أول موفي (الإنجليزية)